# Дакики
Абу Мансур Мухаммад ибн Ахмад (перс. ابو منصور محمد بن احمد‎), или Дакики́ (перс. دقیقی‎), — персидский поэт второй половины X века.

## Биография
Источники по-разному указывают место его рождения: Тус (ныне на севере Ирана), Самарканд, Балх. Он родился приблизительно в 948—950 годах и погиб в расцвете творческих сил в возрасте 30—35 лет, то есть около 978—983 годов. Служил при дворе саманидского эмира Hyxa II (975—997). В честь династии Саманидов составил много панегириков в форме «касыд».

## Творчество
Дакики в раннем возрасте достиг поэтической славы как тонкий и блестящий лирик, и уже в возрасте двадцати пяти лет занимал почётное место при дворе правителей Чаганиана. Дакики до Фирдоуси начал писать «Шахнаме», занимаясь переводом оригинала повествования — «Хвайде-наме», но ещё молодым был убит своим рабом и по этой причине не закончил работу. По словам Фирдоуси, он включил в своё произведение написанные Дакики 5 тысяч бейтов (двустишие, состоящее из 2-х строк), то есть 10 тысяч строк.
Сохранилось также 444 строки касыд, лирических стихов, фрагментов и бейтов из его касыд, кыта, газелей, сатиры и других видов поэзии.